# Investmentvermögen
Investmentvermögen ist im Kapitalmarktrecht das Vermögen einer Investmentgesellschaft, das diese für die Anleger in bestimmte Finanzinstrumente investiert.

## Allgemeines
Der Begriff Investmentvermögen dient im Kapitalanlagegesetzbuch (KAGB) als Oberbegriff für sämtliche Investmentfonds unabhängig von deren Rechtsform. Zulässige Rechtsform für Investmentfonds ist die Aktiengesellschaft und die Kommanditgesellschaft. Das Investmentvermögen umfasst als Oberbegriff auch das Sondervermögen.

## Rechtsfragen
Gemäß § 1 Abs. 1 KAGB ist Investmentvermögen jedes Vermögen einer Investmentgesellschaft, die es von einer Anzahl von Anlegern als Kapital einsammelt, um es gemäß einer festgelegten Anlagestrategie zum Nutzen dieser Anleger zu investieren und die kein operativ tätiges Unternehmen außerhalb des Finanzsektors ist. 
Der Begriff Investmentvermögen ist materiell bestimmt, denn das erlaubnispflichtige Investmentgeschäft erfasst jedes Anbieten von kollektiver Vermögensverwaltung (§ 1 Abs. 19 Nr. 24 KAGB). Ein Auslegungsschreiben der BaFin stellt hierzu fest, dass eine operative Tätigkeit außerhalb des Finanzwesens kein Investmentvermögen darstellt und deshalb die Projektentwicklung oder die Immobilienverwaltung nicht in den Anwendungsbereich des KAGB fallen.
Offene Investmentvermögen dürfen nur als Sondervermögen oder als Investment-Aktiengesellschaft mit veränderlichem Grundkapital aufgelegt werden (§ 91 Abs. 1 KAGB). Als offene Investment-KG können sie nur dann aufgelegt werden, wenn sie sich ausschließlich an professionelle oder semi-professionelle Anleger richten (§ 91 Abs. 2 KAGB). Inländische OGAW bilden ausschließlich Sondervermögen (§§ 45 KAGB-§ 65 KAGB), auch offene Immobilienfonds dürfen nur als Sondervermögen geführt werden. Alle übrigen Fonds haben Investmentvermögen.